# Pheidole anastasii
Pheidole anastasii är en myrart som beskrevs av Carlo Emery 1896. Pheidole anastasii ingår i släktet Pheidole och familjen myror.

## Underarter
Arten delas in i följande underarter:
- P. a. anastasii
- P. a. cellarum
- P. a. johnsoni
- P. a. sospes
- P. a. venezuelana